# Thotts Palæ
Thotts Palæ blev oprindelig kaldt for Juels Palæ efter Niels Juel. Palæet ligger på Kongens Nytorv i København. Hovedbygningen er opført i 1683-1686, tilbygget i 1700 og udvendigt ombygget til Louis-Seize-stil i 1763-1764 ved Nicolas-Henri Jardin. Palæet blev moderniseret ved Gotfred Tvede i 1893.
Bygningen huser i dag Frankrigs ambassade i Danmark.

## Ejere af Thotts Palæ
- (1671-1697) Niels Juel
- (1697-1699) Sophie Amalie Moth
- (1699-1703) Christian Gyldenløve
- (1703-1720) Dorothea Krag gift (1) Juel (2) Gyldenløve
- (1720-1728) Christian Danneskiold-Samsøe
- (1728-1747) Frederik Danneskiold-Samsøe
- (1747-1754) Frederik Christian Danneskiold-Samsøe
- (1754-1760) Anne Sophie Rantzau gift Schack
- (1760-1785) Otto Thott
- (1785-1797) Holger Reedtz-Thott
- (1797-1862) Otto Reedtz-Thott
- (1862-1922) Tage Reedtz-Thott
- (1922-1927) Otto Reedtz-Thott
- (1927-1930) Axel Reedtz-Thott
- (1930-) Den Franske Stat